# Fiji Rugby Union
Die Fiji Rugby Union (FRU) ist der nationale Sportverband für Rugby Union und Siebener-Rugby in Fidschi. Der im Jahr 1913 gegründete Verband hat seinen Sitz in Suva. Seit 1987 vertritt er Fidschi beim Weltverband World Rugby und seit 2000 beim Kontinentalverband Oceania Rugby.

## Aufgabe
Die Fiji Rugby Union stellt die Fidschi vertretenden Nationalmannschaften, einschließlich der für die Männer (Flying Fijians), Frauen (Fijiana) und Jugend, zusammen. Die Fiji Warriors bilden die zweite Mannschaft Fidschis und nehmen an der World Rugby Pacific Challenge teil. Daneben organisiert der Verband das Kinder- und Jugend-Rugby in Fidschi. Kinder und Jugendliche werden bereits in der Schule an den Rugbysport herangeführt; je nach Interesse und Talent beginnt dann die gezielte Ausbildung. Wie andere Rugbynationen verfügt Fidschi über eine U-20-Nationalmannschaft, die an den entsprechenden Weltmeisterschaften teilnimmt. Ebenso ist die Fiji Rugby Union verantwortlich für die fidschianische Siebener-Rugby-Nationalmannschaft und da Siebener-Rugby eine olympische Sportart ist, arbeitet es hier mit dem Fiji Association of Sports and National Olympic Committee zusammen. Rugby Union gilt in Fidschi als Nationalsport und der Inselstaat ist eines der wenigen Länder, in denen Rugby Union die beliebteste Sportart ist. Nur auf den Cookinseln, in Neuseeland, Samoa, Tonga und Wales ist dieser Sport ähnlich beliebt.
Im Rahmen der Pacific Islands Rugby Alliance organisierte der Verband ab 2004 sporadisch Spiele der Pacific Islanders, einer gemeinsamen Auswahlmannschaft der drei Pazifikstaaten Fidschi, Samoa und Tonga. 2009 kündete der samoanische Verband die Zusammenarbeit auf, da die Pacific Islanders die von den Mitgliedsverbänden erhofften finanziellen Vorteile nicht erbracht habe. Seit 2022 wird Fidschi in der internationalen Meisterschaft Super Rugby von der professionellen Mannschaft Fijian Drua vertreten, die bei dem Turnier auf Mannschaften aus Australien, Neuseeland und einer im Stillen Ozean (faktisch die Cookinseln, Fidschi, Samoa und Tonga) trifft.
Der Verband organisiert auch den nationalen Spielbetrieb. Die höchste Rugby-Union-Liga des Landes ist der seit 1963 bestehende Skipper Cup.

## Geschichte
Die Fiji Rugby Union wurde 1913 unter dem Namen Fiji Rugby Football Union (FRFU) gegründet, doch bis 1945 bestand parallel dazu die assoziierte Fiji Native Union, welche in dem Jahr in der FRFU aufging. 1963 nahm der Verband seinem heutigen Namen an. 1987, kurz vor der ersten Weltmeisterschaft, wurde er Vollmitglied des International Rugby Football Board (IRFB; heute World Rugby). Die FRU war außerdem im Jahr 2000 Gründungsmitglied des Kontinentalverbandes Federation of Oceania Rugby Unions (FORU; heute Oceania Rugby).

## Logo
Das Logo der Fiji Rugby Union zeigt eine Palme in schwarz vor einem stilisierten Rugbyball mit schwarzer Umrandung und dem Schriftzug Fiji Rugby darunter.